# Gorovje Kunlun
Gorovje Kunlun (|poenostavljeno kitajsko: 昆仑山; tradicionalno kitajsko: 崑崙山; pinjin: Kūnlún Shān, izgovorjava [kʰwə́nlwə̌n ʂán], ujgursko قۇرۇم تاغ تىزمىسى, Қурум Тағ Тизмиси, latinizirano: Qurum Tagh Tizmisi, izgovorjava [qʰʊˈɾʊm tʰaʁ tʰɨzmɨˈsɨ], kirgiško قۇن-لۇن توو, Кунь-Лунь Тоо, latinizirano: Kun-Lun Too, izgovorjava [ˌkʰʊnˈɫʊn tʰɔː], mongolsko Хөндлөн Уул, latinizirano: Khöndlön Uul, izgovorjava [ˈxɵnt͡ɬəɴ ʊːɮ], standardnotibetansko ཁུ་ནུ་རི་རྒྱུད), slovenski eksonim Kunlun Šan, predstavlja eno najdaljših gorskih verig v Aziji, ki se razteza na več kot 3000 kilometrih. V najširšem smislu veriga tvori severni rob Tibetanske planote južno od Tarimske kotline. Gorovje Kunlun, ki je v zahodni Kitajski, je na Kitajskem znano kot prednik gora.
Natančna definicija gorovja Kunlun se sčasoma spreminja. Starejši viri so Kunlun Šan uporabljali za označevanje gorskega pasu, ki poteka čez osrednjo Kitajsko, torej Altin Tagh skupaj z gorovjema Čilian in Čin. Novejši viri navajajo, da gorovje Kunlun tvori večino južne strani Tarimske kotline in se nato nadaljuje proti vzhodu, južno od Altin Tagha. Sima Čjan (Zapisi velikega zgodovinarja, zvitek 123) pravi, da je cesar Vu iz Hana poslal može, da bi našli izvir Rumene reke, in dal goram pri njenem izviru ime Kunlun. Zdi se, da ime izvira iz polmitološke lokacije v klasičnem kitajskem besedilu Klasika gora in morja.

## Razširjenost
Od Pamirja v Tadžikistanu se gorovje Kunlun Šan razteza proti vzhodu skozi južni Šindžjang do province Činghaj. Razteza se vzdolž južnega roba današnje Tarimske kotline, zloglasne puščave Takla Makan in puščave Gobi. Iz gorovja teče več pomembnih rek, vključno z reko Karakaš (»reka Črni žad«) in reko Jurungkaš (»reka Beli žad«), ki tečeta skozi oazo Khotan v puščavo Taklamakan. Južno od Kunlun Šana je redko poseljena regija Čangtang, ki je del Tibetanske planote.
Gorovje Altin-Tagh ali gorovje Altun je eno glavnih severnih pogorij Kunlun Šana. Njegov severovzhodni podaljšek Čilian Šan je še eno glavno severno pogorje Kunlun Šana. Na jugu je glavni podaljšek Min Šan. Gorovje Bajan Har, južna veja gorovja Kunlun Šan, tvori razvodje med porečji dveh najdaljših kitajskih rek, reke Jangce in Rumene reke.
Najvišja gora v gorovju Kunlun Šan je Vrh boginje Kunlun (7167 m) na območju Kerija v zahodnem delu gorovja.
Nekateri strokovnjaki trdijo, da se Kunlun Šan razteza še naprej proti severozahodu vse do Kongur Tagha (7649 m) in znamenitega Muztag Ata (7546 m).
Vendar so ta gorovja fizično veliko tesneje povezana s skupino Pamir (starodavna gora Imeon). Arka Tagh (Lok) je v središču gorovja Kunlun Šan; njegova najvišja vrhova sta Ulug Muztagh (6973 m) in Bukadaban Feng (6860 m). V vzhodnem delu Kunlun Šana sta najvišja vrha Judžu (6224 m) in Amne Mačin [tudi Dradulungšong] (6282 m); slednji je glavni vzhodni vrh Kunlun Šana in se zato šteje za vzhodni rob gorovja.
Gorovje je nastalo na severnih robovih Kimerijske plošče med njenim trkom s Sibirijo v poznem triasu, kar je povzročilo zaprtje oceana Paleo-Tetis.
Gorovje ima zelo malo cest in na svoji 3000 km dolgi dolžini ga prečkata le dve. Na zahodu cesta 219 prečka gorovje na poti od Ječenga v Šindžjangu do Lhatseja v Tibetu. Nadalje proti vzhodu cesta 109 prečka Laso in Golmud.

## Vulkanska skupina Kunlun
Vulkansko skupino Kunlun tvori več kot 70 vulkanskih stožcev. To niso vulkanske gore, temveč stožci. Kot taki jih ne štejemo med vulkanske gorske vrhove sveta. Vendar pa skupina dosega višino 5808 metrov nad morsko gladino (35,5°N 80,2°E). Če bi jih šteli za vulkanske gore, bi predstavljali najvišji vulkan v Aziji in na Kitajskem ter drugi najvišji na vzhodni polobli (za Kilimandžarom) in enega od sedmih vulkanskih vrhov po nadmorski višini. (Gora Damavand je najvišji vulkan v Aziji, ne Kunlunski stožci.) Zadnji znani izbruh v vulkanski skupini se je zgodil 27. maja 1951.

## Mitologija
Legendarne in mistične gore so dolgoletni vidik kitajske civilizacije. Kunlun je prvotno ime mitske gore, za katero velja, da je taoistični raj.
Kunlun je polmitološka regija nedaleč od izvira Rumene reke. Gorovje Kunlun Šan je vstopilo v kitajsko ideologijo v obdobju vojskujočih se držav (475–221 pr. n. št.) in se je tesno vključilo v kitajsko kulturo.
V Knjigi gora in morij je gorovje Kunlun omenjeno:
崑崙之丘，是實惟帝下之都，神陸吾司之。
Kar pomeni »Hrib Kunlun, ki je prestolnica cesarja in bog dežele«.
Gu Džjegang deli kitajski mitološki sistem na sistem Kunlun in sistem Penglaj, ki temelji na vzhodnih in zahodnih regijah. Verjame, da mit o Kunlunu.
»izvira na zahodni planoti, njegove čarobne in veličastne zgodbe pa se širijo proti vzhodu in nato sledijo prostranemu in brezmejnemu morju. Kombinacija teh naravnih pogojev je oblikovala mitološki sistem Penglai na obalnih območjih Yan, Wu, Qi in Yue.«
V mitologiji je gora Kunlun rojstni kraj in predniški kraj kitajskega naroda. V mitologiji je gora Kunlun središče neba in zemlje. Dviguje se v nebo in je stopnišče do neba. Sistem Kunlun mitologije goro Kunlun obravnava kot ikonično mesto in se osredotoča predvsem na mite in zgodbe sorodnih likov, kot sta Rumeni cesar in Kraljica mati Zahoda (Ši Vang Mu). Zgodbe, kot so Kuafu, ki lovi sonce, Gonggongova jeza, ki se dotika gore Budžhov in Čang'ejev let na luno, izvirajo iz mitologije Kunlun.
Mao Dun je poudaril:
»Prvobitni ljudje so si predstavljali, da bogovi živijo v skupini in predstavljali so si tudi, da bogovi živijo na izjemno visokih gorah, zato je najvišja gora na ozemlju v mitologiji postala prebivališče bogov. Zgodila se je mistična ideja o tem. Kitajski mit je enak mitu o Kunlunu.
Po legendi je bil kralj Mu (976–922 pr. n. št., dinastija Džov) prvi, ki je obiskal ta raj. Tam naj bi našel žadasto palačo Rumenega cesarja, mitskega začetnika kitajske kulture, in srečal Hsi Vang Mu (Ši Vang Mu, 'Mati duha Zahoda', ki jo običajno imenujejo 'Kraljica mati Zahoda'), ki je imela tudi svoje mitsko prebivališče v teh gorah. Bila je predmet tradicionalnega verskega kulta, ki je dosegel vrhunec v dinastiji Han.«